# Culex madininensis
Culex madininensis är en tvåvingeart som beskrevs av Senevert 1936. Culex madininensis ingår i släktet Culex och familjen stickmyggor. Inga underarter finns listade i Catalogue of Life.